# Jacek Najder (polityk)
Jacek Najder (ur. 20 marca 1978 w Wągrowcu) – polski przedsiębiorca, poseł na Sejm VII kadencji.

## Życiorys
Uzyskał wykształcenie średnie ogólne. Podjął studia z zakresu fizyki na Uniwersytecie im. Adama Mickiewicza, których nie ukończył. Zajął się własną działalnością gospodarczą, prowadząc sklep kosmetyczny w Rogoźnie. 
W wyborach parlamentarnych w 2011 kandydował z 1. miejsca na liście Ruchu Palikota w okręgu pilskim i uzyskał mandat poselski, otrzymując 11 701 głosów. W październiku 2013, w wyniku przekształcenia Ruchu Palikota, został działaczem partii Twój Ruch. Odszedł z niej w marcu 2015. W czerwcu tego samego roku znalazł się wśród założycieli partii Biało-Czerwoni (istniejącej do 2019), zostając jej ekspertem do spraw energetycznych. Został także przewodniczącym założonego w lipcu jej koła poselskiego. W 2015 bez powodzenia kandydował do Senatu. W wyborach parlamentarnych w 2023 z rekomendacji Unii Pracy wystartował do Sejmu z listy Nowej Lewicy.